# 云南假鹰爪
云南假鹰爪（学名：Desmos yunnanensis）为番荔枝科假鹰爪属的植物，是中国的特有植物。分布于中国大陆的云南等地，生长于海拔1,000米至1,400米的地区，一般生于山地密林中，目前尚未由人工引种栽培。
其种加词 yunnanensis 意为“云南的”。